# جيكيي
جيكيي هي بلدية في البرازيل، تتبع باهيا، بلغ عدد سكانها 147٬202  نسمة، في 2000، تبلغ مساحتها 3٬035٫423 كيلومتر مربع.

## الموقع
تشترك في الحدود مع:
- Ipiaú [الإنجليزية]‏
- Itagi, Bahia [الإنجليزية]‏.

## توأمة
لجيكيي اتفاقيات توأمة مع:
- تريكينا

## أعلام
- إيغور سوزا
- جويلهيرمي أوليفيرا سانتوس